# Raya Airways
Raya Airways Sdn Bhd (que opera como Raya Airways) es una aerolínea de carga con base en Malasia. Es una compañía charter de carga estándar y carga express. La aerolínea fue fundada en noviembre de 1993. Tiene vuelos de transporte de correo entre la Península Malasia y Malasia Oriental y opera para compañías multinacionales como DHL Worldwide Express, United Parcel Service, Air Macau y CEN Worldwide, entre otras. También efectúa vuelos de carga charter a todo el mundo y fue designada como Compañía Nacional de Carga por el Ministerio de Transportes de Malasia en 1996. Raya Airways es una empresa que cotiza en el Bursa Malaysia o Malaysia Exchange.

## Historia
Transmile comenzó con un Boeing 737 y un Cessna Grand Caravan en noviembre de 1993. Más tarde se convirtió en aerolínea internacional y la única que efectuaba vuelos nocturnos de carga express en Malasia. Su primer vuelo de carga con el Boeing 727 tuvo lugar en 2000 en el sector de carga Kuala Lumpur/Penang-Bangkok-Hong Kong. Fue un importante operador de su todavía cliente, DHL International Limited. Después de cinco años, dedicados a incrementar los vuelos de carga en la región, Transmile incrementó su flota de aeronaves
Boeing 727 hasta alcanzar los diez de este tipo. Como parte de su estrategia de ampliación de operaciones y su red de conexión de rutas, Transmile adquirió cuatro MD-11 en 2005 . Usaron los MD-11 en sus operaciones para el sector Kuala Lumpur-Hong
Kong-Los Ángeles en el tercer trimestre de 2005. El largo número de accionistas de Transmile Group Berhad es parte de la diversificación del conglomerado empresarial, el Kuok Group. El Kuok Group tiene una compañía con base en Hong Kong, Kerry Logistics Network Ltd, que tiene una importante tasa de negocios en Asia.
Desde 2002 a 2006, Transmile proporcionó servicios de carga aérea a Air Macau.

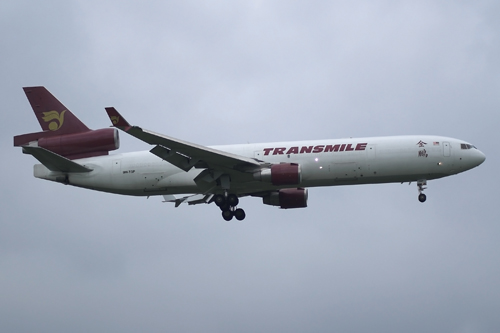
Transmile MD-11.

## Flota

### Flota Actual
| Model Serie      | # en Servicio | Capacidad      | Capacidad       | Capacidad     | Capacidad                        | Capacidad                       | Capacidad             | Capacidad         | Capacidad    | Capacidad          | Capacidad               |
| Model Serie      | # en Servicio | Anchura máxima | Longitud máxima | Altura máxima | Capacidad de la cabina principal | Capacidad de la cabina inferior | Máxima capacidad útil | Peso bruto máximo | Tara de peso | Tara de carga neta | Capacidad de carga neta |
| ---------------- | ------------- | -------------- | --------------- | ------------- | -------------------------------- | ------------------------------- | --------------------- | ----------------- | ------------ | ------------------ | ----------------------- |
| Airbus A321-200F | 1             |                |                 |               |                                  |                                 |                       |                   |              |                    |                         |
| Boeing 737-400F  | 1             |                |                 |               |                                  |                                 |                       |                   |              |                    |                         |
| Boeing 767-200F  | 4             |                |                 |               |                                  |                                 |                       |                   |              |                    |                         |
| Total:           | 6             |                |                 |               |                                  |                                 |                       |                   |              |                    |                         |

La flota de la aerolínea posee a abril de 2023 una edad media de 36.6 años.

## Destinos
- India
  - Chennai (Aeropuerto Internacional de Chennai)
- Malasia
  - Kota Kinabalu (Aeropuerto Internacional Kota Kinabalu)
  - Kuala Lumpur (Aeropuerto Sultan Abdul Aziz Shah) Hub
  - Kuching (Aeropuerto Internacional de Kuching)
  - Johor Bahru (Aeropuerto Internacional Senai)
- República Popular China
  - Hong Kong (Aeropuerto Internacional de Hong Kong)
  - Pekín (Aeropuerto Internacional de Pekín Capital)
  - Shenzhen (Aeropuerto Internacional de Shenzhen Bao'an)
- Tailandia
  - Bangkok (Aeropuerto Suvarnabhumi)
- Vietnam
  - (Aeropuerto Internacional Tan Son Nhat)
- Nueva Zelanda
  - (Aeropuerto Internacional de Auckland)
- Australia
  - (Aeropuerto de Sídney)
- Filipinas
  - (Aeropuerto Internacional Ninoy Aquino)

## Incidentes y accidentes
- El 27 de febrero de 2006, un avión de carga de la mensajera DHL (Transmile Air) se salió de pista al aterrizar a las 6.20 a. m.
- Se produjo una explosión del tanque de combustible de un Boeing 727-200 de Transmile Air el 4 de mayo de 2006 en el aeropuerto de Bangalore.